# Ellaginsyre
Ellaginsyre er en antioxidant, som findes i talrige frugter og grønsager, som f.eks. hindbær, jordbær, tranebær, valnødder, pecannødder, granatæbler og anden planteføde. De hæmmende og antioxidantiske egenskaber ved ellaginsyre har ført til en begyndende forskning i de mulige helbredsmæssige fordele ved at indtage stoffet gennem føden.
Ellaginsyre har formlen C14H6O8. Dens molarmasse er 302,197 g/mol og tætheden 1,67 g/cm³.

## Naturlig forekomst
Planter producerer ellaginsyre og omdanner den til typer af tannin, der hedder ellagitanniner. Det er glukosider, som let lader sig hydrolysere af vand, og som regenereres til ellaginsyre, når plantedelene spises.
Ellaginsyre er også en primær bestanddel af adskillige tanninholdige planter, som producerer den type tanniner, der hedder gallustanniner. Disse giver ved hydrolyse med vand ellaginsyre og gallussyre. 
Frugter med det største indhold af ellaginsyre indbefatter jordbær, hindbær, tranebær og grapefrugter.

## Forskning i helbredsvirkninger
Ellaginsyre har udvist hæmmende og antioxidantiske egenskaber i en række undersøgelser in vitro og med mindre dyr. De hæmmende egenskaber skyldes ellaginsyres evne til direkte at forhindre DNA-binding af visse carcinogener, herunder nitrosaminer og polycykliske aromatiske kulbrinter. Som det er tilfældet med andre antioxidanter, udviser ellaginsyre en kemobeskyttende virkning i cellemodeller ved at mindske belastningen fra iltning.
Disse egenskaber har medført interesse i de mulige helbredsmæssige fordele ved at indtage ellaginsyre. Der foreligger dog (i 2008) kun få undersøgelser heraf. Ved et lille kontrolleret blindforsøg med 19 patienter lidende af carotisstenose fandtes, at granatæblejuice, der har højt ellaginsyreindhold, syntes at mindske blodtrykket og vægtykkelsen i halspulsåren. En kontrolleret undersøgelse i 2005 af 48 patienter, som gennemgik kemoterapi for prostatakræft, fandt at tilførsel af ellaginsyre reducerede den kemoterapi-relaterede neutropeni (idet der dog ikke var tilfælde af svær neutropeni hverken i den behandlede gruppe eller i kontrolgruppen). Ellaginsyretilførslen forbedrede ikke prostatakræftpatienternes overlevelseschance i dette forsøg.
Til trods for undersøgelsernes meget foreløbige dokumentation af den helbredende virkning på mennesker, er ellaginsyre blevet markedsført som kosttilskud og anført at modvirke kræft, hjerte-karsygdomme og andre medicinske problemer. Det har fået den amerikanske Food and Drug Administration til at anføre ellaginsyre som en af de "falske kræftkure, forbrugerne bør undgå".